# Marreca-caneleira
A marreca-caneleira, marreca-peba, também marreca-picaça, tapuia e xenxém (nome científico: Dendrocygna bicolor) é uma espécie de marreca presente da América do Norte à Ásia.
Tem uma plumagem que é principalmente marrom avermelhada, pernas longas e um bico longo cinza. Como outros membros de sua linhagem ancestral, possui um chamado que é registrado durante o voo ou no solo. Seu habitat preferido consiste em pântanos com vegetação abundante, incluindo lagos rasos e arrozais. O ninho, construído com material vegetal e sem forro, é colocado entre uma vegetação densa ou em um buraco de árvores. A ninhada típica tem cerca de dez ovos esbranquiçados. Os adultos reprodutores, que são monogâmicos, se revezam para incubar e os ovos eclodem em 24-29 dias. Os filhotes cinzentos deixam o ninho cerca de um dia após a eclosão, mas os pais continuam a protegê-los até que emplumam cerca de nove semanas depois.
A marreca-caneleira se alimenta em zonas úmidas, consumindo sementes e outras partes das plantas. Às vezes é considerada uma praga ao cultivo de arroz. Apesar da caça, do envenenamento por pesticidas e da predação natural por mamíferos, pássaros e répteis, seu grande número e sua enorme variedade fazem com que seja classificada como menos preocupante pela União Internacional para a Conservação da Natureza (IUCN).

## Taxonomia
Os membros do gênero Dendrocygna são um grupo distinto de oito espécies de dentro da família Anatidae, que são caracterizados por uma aparência corcunda de pescoço longo e as características de seu voo, que inspiraram seu nome em inglês. Foram uma separação precoce da linhagem principal de patos, e eram predominantes no Mioceno Superior antes da radiação extensa subsequente de formas mais modernas no Plioceno e posteriormente. O marreca-caneleira forma uma superespécie com o Dendrocygna arcuata. Não tem nenhuma subespécie reconhecida, embora as aves no norte do México e no sul dos EUA tenham sido atribuídas no passado a D. b. helva, descrito como tendo plumas mais claras e brilhantes e uma coroa mais clara do que D. b. bicolor.
A espécie foi descrita pela primeira vez por Johann Friedrich Gmelin em 1789, recebendo o nome de Anas fulva, que contudo já havia sido usado por Friedrich Christian Meuschen em 1787 para designar outra espécie. Isso levou ao próximo nome disponível, proposto pelo ornitólogo francês Louis Jean Pierre Vieillot em 1816 a partir de um espécime paraguaio, de Anas bicolor. A espécie foi então transferida para seu gênero atual, Dendrocygna, pelo ornitólogo britânico William John Swainson em reconhecimento de suas diferenças com outros patos. O nome do gênero é derivado do grego antigo dendron, "árvore", e do latim cygnus, "cisne", e bicolor é o latim para "duas cores". "Fulvous" significa amarelo-avermelhado e é derivado do equivalente latino fulvus.

## Descrição
A marreca-caneleira mede entre 45–53 cm (18–21 pol) de comprimento; o macho pesa entre 748–1 050 g (26–37 oz) e a fêmea de 712–1 000 g (25–35 oz). A envergadura varia de 85 a 93 cm.
É uma espécie com patas compridas, principalmente em diferentes tons de marrom; cabeça, pescoço e peito são particularmente ricos na cor couro (fulvous), com costas mais escuras. O manto tem um tom mais escuro de marrom, com penas das pontas amareladas, as penas de voo e a cauda são marrom-escuras, e uma faixa marrom-escura a preta vai do centro da coroa, descendo pela nuca até a base do manto. Possui listras esbranquiçadas nos flancos, um bico longo e cinza e pernas cinza. Em voo, as asas são marrons acima e pretas abaixo, sem marcas brancas, e um crescente branco na garupa contrasta com a cauda preta. Todas as plumagens são bastante semelhantes, mas a fêmea é ligeiramente menor e de plumagem mais opaca que a do macho. Os mais jovens tem plumas mais pálidas e parece geralmente mais opaco, especialmente nos flancos. Há uma ecdise completa na asa completa a reprodução, e os pássaros então procuram a cobertura da densa vegetação de pântanos enquanto não voam. As penas do corpo podem sofrer ecdise ao longo do ano; cada pena é substituída apenas uma vez por ano.
A marreca-caneleira é barulhenta, com um claro canto de kee-wee-ooo dado no solo ou em voo, frequentemente ouvido à noite. Os pássaros em briga costumam repetir tal canto. Em voo, o bater das asas produz um som abafado. Os cantos de machos e fêmeas mostram diferenças na estrutura e uma análise acústica em 59 aves em cativeiro demonstrou 100% de acurácia na verificação do sexo quando comparada com métodos moleculares.
Os pássaros adultos na Ásia podem ser confundidos com o Dendrocygna javanica, que é menor, tem uma coroa escura e não tem uma faixa escura óbvia na parte de trás do pescoço. Quando jovem, a marreca-caneleira é muito parecida com o Dendrocygna javanica, mas a cor da coroa ainda é uma distinção. Na América do Sul e na África, o irerê são distinguidos da marreca-caneleira por suas copas escuras, flancos barrados e peitos castanhos.

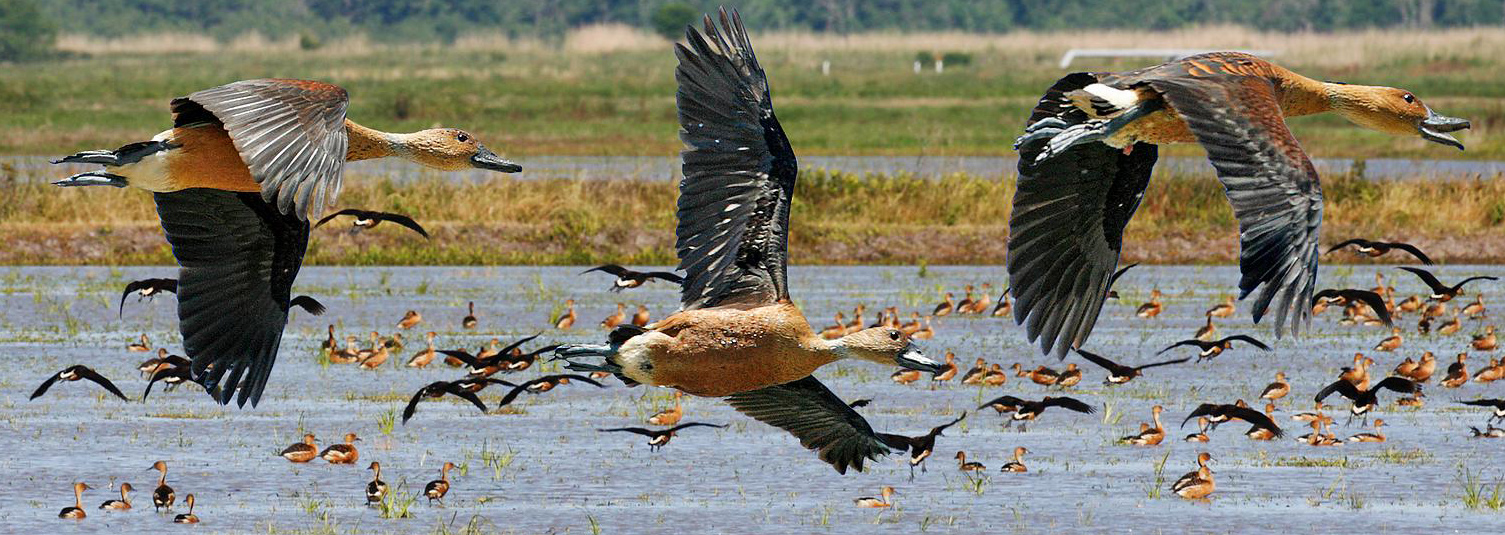
Marrecas-caneleiras durante o voo

## Distribuição e habitat

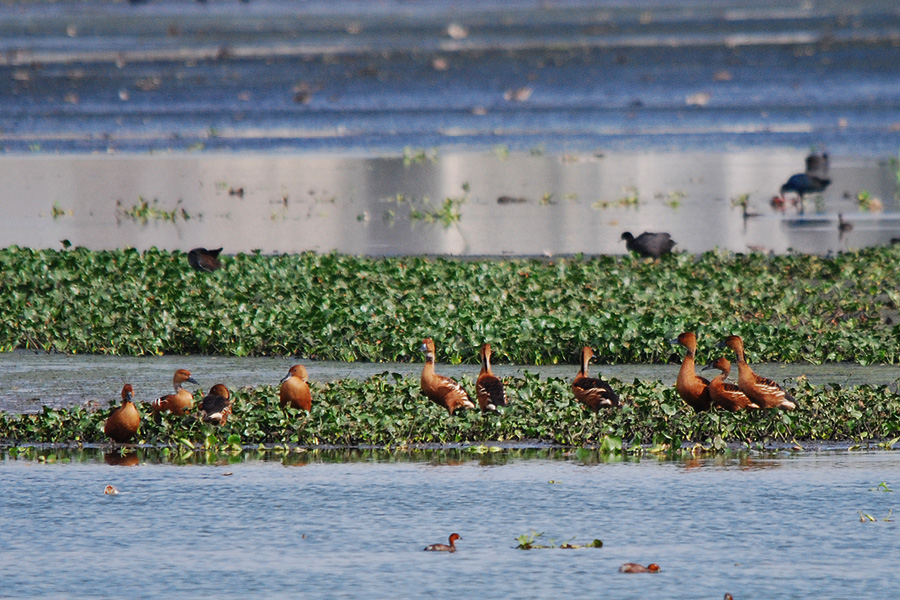
Um grupo de marrecas-caneleiras na Índia

A espécie tem um alcance muito grande que se estende por quatro continentes. Reproduz-se nas terras baixas da América do Sul, do norte da Argentina à Colômbia e, em seguida, ao sul dos Estados Unidos e nas Índias Ocidentais. É encontrada em uma ampla faixa na África Subsaariana e no leste do continente até a África do Sul e Madagascar. O subcontinente indiano é sua fortaleza asiática.
A marreca-caneleira realiza movimentos sazonais em resposta à disponibilidade de água e alimentos. Os pássaros africanos movem-se para o sul no verão, de modo a se reproduzirem, e retornam ao norte no inverno. As populações asiáticas são altamente nômades devido à variabilidade das chuvas.
A espécie tem fortes tendências colonizadoras, tendo expandido sua distribuição no México, nos Estados Unidos e nas Índias Ocidentais nas últimas décadas, com expansões de distribuição ao norte da Califórnia no final do século 19 e regiões de cultivo de arroz da Planície Costeira do Golfo dos EUA no início a meados de Século XX, dada sua afinidade com áreas de cultivo de arroz.
A reprodução na região norte da América é restrita à planície costeira do Golfo do Texas e Louisiana e às localidades no sul da Califórnia e centro-sul e leste da Flórida. Observações da ave fora da época de nidificação, especialmente desde a década de 1950, foram registradas em regiões temperadas tão ao norte quanto a Bacia do Rio Mississippi, região oriental dos Grandes Lagos e ao longo das costas do Pacífico e do Atlântico até o sul do Canadá. Aves vagueantes podem surgir muito além da faixa normal, às vezes ficando para fazer seus ninhos, como no Marrocos, Peru e Havaí.
É encontrado em pântanos de várzea e pântanos em campos abertos, arrozais e planícies, evitando áreas arborizadas. Normalmente não é uma espécie de montanha, reproduzindo-se na Venezuela, por exemplo, a apenas até 300 m (980 pé),, mas o único registro de reprodução peruano ocorreu em 4 080 m (13 000 pé).

## Comportamento

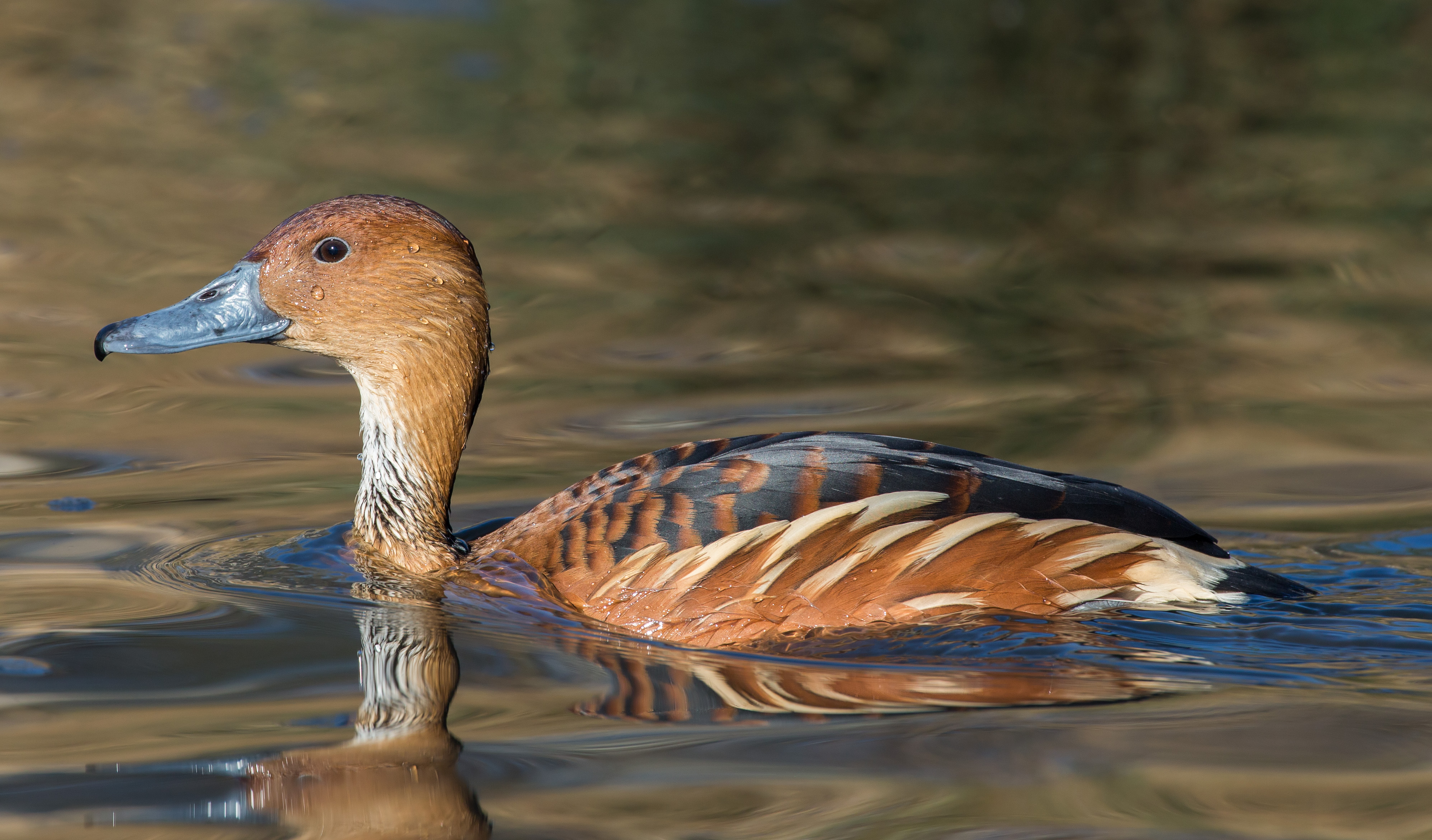
Uma marreca-caneleira no Reino Unido

A espécie é geralmente encontrada em pequenos grupos, mas bandos substanciais podem se formar em locais favorecidos. Caminha bem, sem gingar e normalmente se alimenta em pé, embora possa mergulhar se necessário. Não costuma pousar nas árvores, ao contrário de outras espécies semelhantes. Voa em baixas altitudes com batidas de asas lentas. Alimenta-se durante o dia e à noite em bandos bastante grandes, muitas vezes com outras espécies, mas descansa ou dorme em grupos menores a meio do dia. São barulhentos e exibem sua agressividade para com outras pessoas jogando a cabeça para trás. Antes de decolarem alarmados, costumam balançar a cabeça para o lado.
Vários artrópodes parasitas foram registrados nesta espécie, incluindo ácaros mastigadores das famílias Philopteridae e Menoponidae, ácaros das penas e ácaros de pele. Os helmintos parasitas internos incluem lombrigas, tênias e vermes. Em uma pesquisa na Flórida, todos as 30 marrecas-caneleiras testadas carregavam pelo menos duas espécies de helmintos; nenhum tinha parasitas no sangue. Apenas um pato não tinha ácaros ou piolhos.

### Reprodução

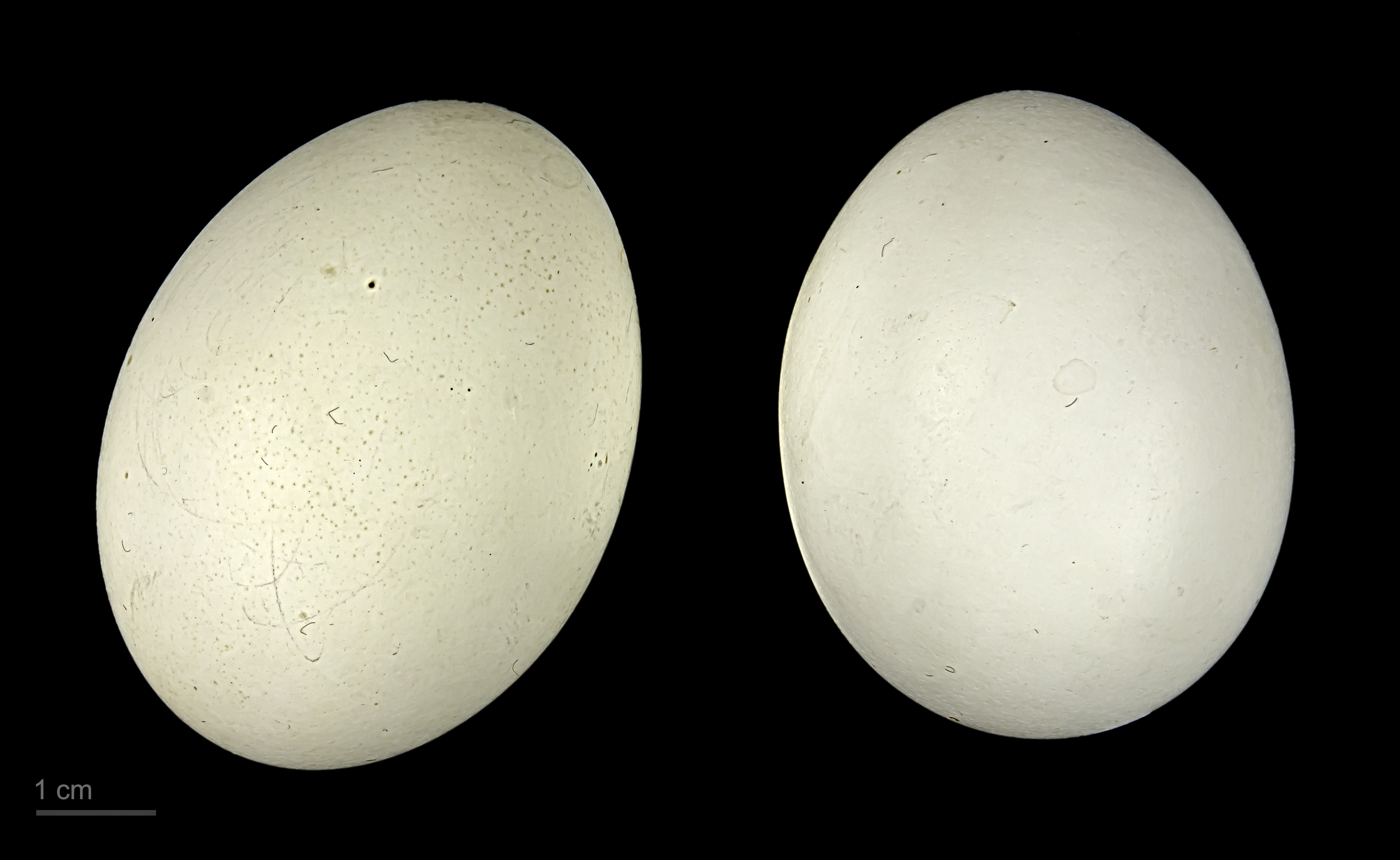
Ovos da espécie no Museu de Toulouse

A reprodução coincide com a disponibilidade de água. Na América do Sul e na África do Sul, o principal período de nidificação é de dezembro a fevereiro, na Nigéria é de julho a dezembro e na América do Norte, em meados de maio a agosto. Na Índia, a temporada de reprodução vai de junho a outubro, mas com pico em julho e agosto. A espécie é monogâmica em caráter vitalício; a exibição para fins de cortejo é limitada a alguns movimentos mútuos de cabeça antes do acasalamento e uma curta dança após a cópula, na qual os pássaros levantam seus corpos lado a lado enquanto nadam na água.
Os pares podem procriar sozinhos ou em grupos avulsos. Na África do Sul, os ninhos podem estar a 50 m (160 pé) um do outro, e densidades de reprodução de até 13,7 ninhos por quilômetro quadrado (35,5 por milha quadrada) foram encontradas na Louisiana. O ninho, com 19–26 cm (7,5–10 pol) de diâmetro, é feito de folhas e caules de plantas e tem pouco ou nenhum forro macio. Geralmente é construído no solo, em vegetação pantanosa e em habitats artificiais, como campos de arroz superficialmente inundados, em vegetação densa e perto de água, mas às vezes em buracos de árvores. Na Índia, o uso de buracos em árvores e até mesmo ninhos antigos de aves de rapina ou corvos é muito mais comum do que em outros lugares. Os ovos são postos em intervalos de aproximadamente 24 a 36 horas, começando antes que o ninho esteja completo, resultando em algumas perdas da ninhada. Eles são esbranquiçados e medem em média 53,4 mm × 40,7 mm (2,10 pol × 1,60 pol), pesando entre 50,4 g (1,78 oz). A ninhada geralmente tem cerca de dez ovos, mas outras fêmeas às vezes colocam ovos no ninho, de modo que 20 ou mais podem ser encontrados ocasionalmente. Os ovos também podem ser adicionados aos ninhos de outras espécies, como o pato-de-rabo-alçado-americano.
Ambos os sexos incubam, mudando uma vez por dia, com o macho frequentemente assumindo a maior parte desse dever. Os ovos eclodem em cerca de 24-29 dias. Os filhotes são cinzentos, com a parte superior mais pálida, e uma faixa branca no pescoço, pesando 22–38 g (0,78–1,3 oz) dentro de um dia após a eclosão. Como todos os patinhos, eles são precocial e deixam o ninho depois de um ou dois dias, mas os pais os protegem até que emplumam, cerca de nove semanas depois. Os ovos e os filhotes podem ser predados por mamíferos, pássaros e répteis; um dos pais pode tentar distrair um predador em potencial, enquanto o outro pai leva os patinhos embora. As aves atingem a maturidade sexual após um ano, e a idade máxima conhecida é de 6,5 anos.
Na África do Sul, alguns registros de hibridização com o irerê foram observados na natureza; na maior parte do sul da África, as duas espécies se reproduzem em épocas diferentes. A hibridização em cativeiro é mais frequente, mas limitada a outras espécies do gênero Dendrocygna.

## Dieta

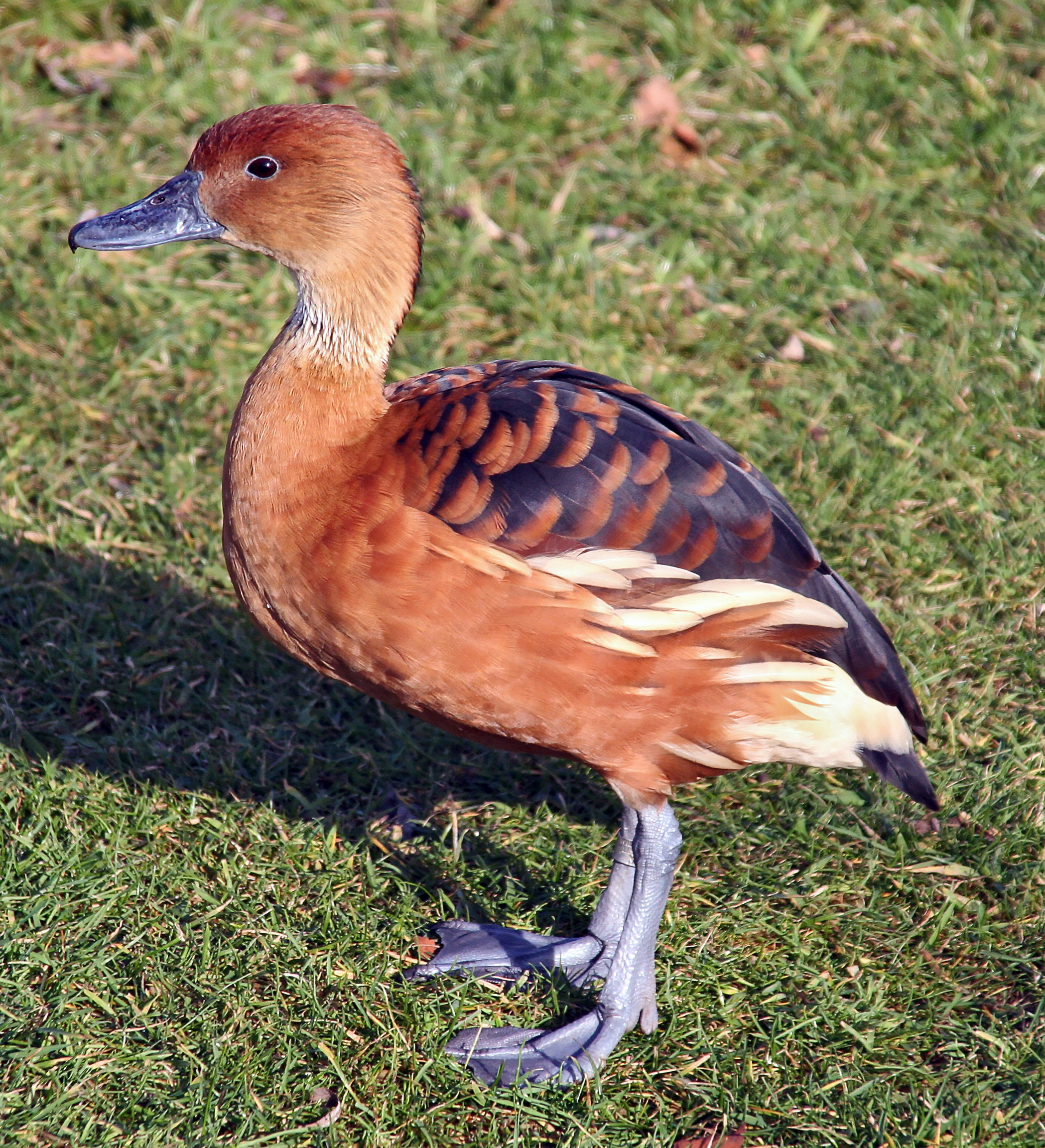
Suas pernas longas permitem que fique ereto e ande sem gingar

A marreca-caneleira se alimenta em pântanos durante o dia ou à noite, geralmente em grupos mistos com espécies parentes, como a marreca-cabocla. Seu alimento é geralmente material vegetal, incluindo sementes, bulbos, gramíneas e caules, mas as fêmeas podem incluir itens de origem animal, como vermes aquáticos, moluscos e insetos quando se preparam para a postura dos ovos, que podem representar até 4% de sua dieta. Os filhotes também podem comer alguns insetos. A coleta do que consome é feita enquanto caminha ou nada, ao levantar-se ou, ocasionalmente, mergulhando a uma profundidade de até 1 m (3,3 pé). As plantas favoritas incluem Nymphoides, ambrosia, Echinochloa colonum, Rhynchospora e Polygonum, entre outras. O arroz é normalmente uma pequena parte da dieta, e uma pesquisa em campos de arroz cubanos descobriu que as plantas colhidas eram principalmente ervas daninhas que crescem com a cultura. No entanto, em um estudo na Louisiana, 25% da dieta das fêmeas incubadas consistia em cereais.

## Conservação
A União Internacional para a Conservação da Natureza (IUCN) estimou que sua população seja de 1,3 a 1,5 milhão de indivíduos em todo o mundo. Isso pode ser subestimado, pois as avaliações regionais sugerem 1 milhão de pássaros nas Américas, 1,1 milhão na África e pelo menos 20.000 no sul da Ásia, para um total de 2,12 milhões em todo o mundo. A população parece estar diminuindo, mas a redução não é rápida o suficiente para acionar os critérios de vulnerabilidade para extinção. O grande número e a grande variedade de criadouros significam que a marreca-caneleira é classificada pela IUCN como "espécie pouco preocupante." É uma das espécies às quais se aplica o Acordo para a Conservação das Aves Aquáticas Migratórias Afro-Euroasiáticas (AEWA).
A marreca-caneleira expandiu sua abrangência nas Índias Ocidentais e no sul dos Estados Unidos. 
Uma série de invasões da América do Sul que atingiram o leste dos Estados Unidos começaram por volta de 1948, alimentadas pelo cultivo de arroz, e a reprodução foi registrada em Cuba em 1964, e na FLórida em 1965. Alguns pássaros da Flórida ainda passam o inverno em Cuba. Na África, foi criado na Península do Cabo entre 1940 e 1960. Um levantamento de dezoito espécies que colonizaram a área nas últimas décadas descobriu que a maioria eram espécies de pântanos que usaram terras irrigadas como "degraus" em todo o país árido que separa a península da área de reprodução principal. No entanto, o status das duas espécies de patos apresentados na pesquisa é duvidoso.
Fora da América do Norte, está sujeito à caça para obter alimento ou por gostar de arroz, e a perseguição significa que agora é raro em Madagascar. Os pesticidas usados nos campos de arroz também podem ter um impacto adverso, causando danos aos músculos do fígado e do peito, mesmo em níveis subletais.